# Philipp Ludwig Fabricius
Philipp Ludwig Fabricius, ab 1644 Philipp Ludwig von Fabricius, (* 1. August 1599 in Birstein; † 4. oder 14. August 1666 in Darmstadt) war ein deutscher Jurist und hessen-darmstädtischer Rat, Vizekanzler und Kanzler. Im November 1644 wurde er von Kaiser Ferdinand III. in den erblichen Reichsadelsstand erhoben und gleichzeitig zum (nicht erblichen) kaiserlichen Hofpfalzgrafen ernannt.

## Familie
Philipp Ludwig war ein Sohn des gräflich-isenburgischen Rats und Sekretärs Weiprecht Schmidt, genannt Fabricius (1551–1610), Stammvater des Adelsgeschlechts Fabrice, und dessen zweiter Ehefrau Ursula geb. Kistner (* 1576 in Dreieichenhain; † 10. April 1650 in Darmstadt), Erbin eines Guts in Dreieichenhain.
Er selbst heiratete 1628 die aus Aachen stammende Patriziertochter Martha Marie von Münten (1604–1679), womit er nicht nur eine erhebliche Mitgift, sondern auch hervorragende Beziehungen erwarb, denn die Halbschwester seiner Frau, Catharina von Beeck (1593–1635), war mit dem Darmstädter Kanzler Anton Wolff von Todenwarth (1592–1641) verheiratet. Eine andere Schwester, Johannetta Maria von Münten (1605–1643), war mit Ludwig Mentzer, Sohn des Darmstädter Superintendenten Balthasar Mentzer, verheiratet. Aus der Ehe gingen folgende namentlich bekannte Kinder hervor:
- Cornelius von Fabricius (1629–1700), wurde Stolbergischer Amtmann im Amt Ortenberg;
- Regina Ursula von Fabricius (1630–1693), ⚭ 1653 Helfrich Christoph Ulner (1618–1658),[4] Regierungsrat und Archivar in Darmstadt;
- Eberhard von Fabricius (1631–1698), wurde hessen-darmstädtischer Rat und Amtmann, dann 1676–1692 Gräflich-Mansfelder Kanzler in Eisleben;
- Georg Philipp von Fabricius (1632–1709), wurde Rat und Gesandter verschiedener Fürsten, 1701 kaiserlicher Rat;
- Anna Barbara von Fabricius (1634–1693), ⚭ 1651 Johann Helwig Sinold genannt Schütz (1623–1677), Kanzler im Fürstentum Calenberg
- Katharina Elisabeth von Fabricius (1636–1671), ⚭ I: 1653 Egidius Herdenius (1616–1662),[5] Gräflich-Solmsischer Rat und Amtmann in Rödelheim; ⚭ II: 1665 Bernhard Lossius (um 1636–1703), Gräflich-Hanauischer Rat, dann Gräflich-Oettingenischer Kanzler;
- Ludwig von Fabricius (1637–1639)
- Weiprecht Ludwig von Fabricius (1640–1724), wurde Fürstlich-Braunschweig-Lüneburgischer Vizekanzler und 1711 erster Präsident des Oberappellationsgerichts in Celle;
- Otto Conrad von Fabricius (1650–1692), wurde Fürstlich-Braunschweig-Lüneburgischer Kriegskommissar;
- Ernst Dietrich von Fabricius (jung verstorben).

## Laufbahn
Philipp Ludwigs Vater war Sekretär des Grafen Philipp Ludwig von Isenburg-Büdingen (1593–1616) in Birstein; letzterer wurde Pate des Jungen. Als der Vater bereits 1610 starb, zog die Mutter zurück auf ihr ererbtes Gut in Dreieichenhain. Dort besuchte Philipp Ludwig bis 1614 die Schule, dann die Schule in Büdingen bei seinem Halbbruder Philipp Conrad Fabricius († 1635), der bereits seit 1610 Isenburgischer Rat war. Anschließend studierte Philipp Ludwig 1616 in Gießen und ab 1619 in Marburg, wo er Licentiat beider Rechte wurde. (Ob er auch zum Doktor beider Rechte promovierte, ist nicht klar. Im Lebenslauf der Leichenpredigt wurde er nur Lizenziat der Rechte genannt.) Er praktizierte dann als freier Jurist.
Am 13. März 1627 ernannte ihn Landgraf Georg II. von Hessen-Darmstadt zu seinem Sekretär. Fabricius reiste nur Monate später mit dem Landgrafen zu dessen Hochzeit am 1. Juli 1627 in Torgau mit Sophie Eleonore von Sachsen (1609–1671), Tochter des Kurfürsten Johann Georg I. von Sachsen. Als Hessen-Darmstadt im Streit um das Erbe des Landgrafen Ludwig IV. von Hessen-Marburg mit dem sogenannten Hauptakkord vom 24. September 1627 ganz Oberhessen einschließlich des Gebiets der ehemaligen Grafschaft Ziegenhain von Hessen-Kassel erhielt, wurde Fabricius zum Kammer-Sekretär und Archivregistrator in Ziegenhain ernannt. Spätestens im Jahre 1634 war er Rat des Landgrafen, und in diesem Jahr war er der Gesandte Georgs II. bei den Vorverhandlungen zum Prager Frieden in Pirna. 1635 belehnte ihn der Landgraf mit dem Burggut in Gemünden (Wohra), das mit dem Erlöschen der Familie Schleier im Mannesstamm heimgefallen war. Ebenso erhielt er nach dem Aussterben im Jahre 1636 der Familie Schlaun von Linden  deren freigewordenes Lehnsgut in Großen-Linden nebst allem Zubehör und einem Burgmannensitz auf der Alten Burg in Gießen.
1637 wurde Fabricius unter Anton Wolff von Todenwarth landgräflicher Vizekanzler und Geheimer Rat in Darmstadt, und vermutlich folgte er diesem nach dessen Entlassung 1639 im Kanzleramt. Am 29. Dezember 1648 wurde er als Kanzler der „Geheimen- und Regierungskanzlei“ jedenfalls offiziell bestallt, und dieses Amt hatte er bis zu seinem Tod 1666 inne. 1643 war er Gesandter zum Reichsdeputationstag in Frankfurt am Main. 1653 begleitete er den Landgrafen Georg II. zum Reichstag nach Regensburg und bei dessen Reise zu Verhandlungen in Sachsen.

## Adelserhebung
Am 19. November 1644 wurde er mit seinem Halbbruder Esaias Fabricius (1579–1660), landgräflich Hessen-Darmstädter Rat und Vizekanzler, und seinen Neffen Conrad (1611–1675) und Johann Reinhard (um 1620–1687), den Söhnen des bereits 1635 verstorbenen Halbbruders Philipp Conrad Fabricius, gräflich-isenburgischer Rat und Kanzleidirektor in Büdingen, von Kaiser Ferdinand III. in Linz in den Reichsadelsstand erhoben. Für sich persönlich erhielt er gleichzeitig auch das sogenannte kleine Palatinat.